# Ekološka kultura
Ekološka kultura je nek sistem prepričanj in znanja, ter pripravljenost človeka za delovanje v skladu z določenimi pravili varstva narave. Z ekološko kulturo razumemo soodvisnost med naravo in družbo ter s tem razumevanje da obstoj in razvoj človeštva omogoča narava. Ekološka kultura je prav tako tudi povezana z usklajenostjo med človekom in naravo ter med ljudmi. Pojem ekološke kulture pomeni zavzemanje posameznika za zavarovanje narave pred negativnimi vplivi. Značilnost ekološke kulture je sposobnost napovedovanja posledic človekovega poseganja v okolje.